# Ichneumon oehlkei
Ichneumon oehlkei (лат.) — вид наездников-ихневмонид рода Ichneumon из подсемейства Ichneumoninae (Ichneumonidae).

## Распространение
Таджикистан.

## Описание
Наездники среднего размера чёрного цвета, длина 12,5 мм. Жгутик усика почти нитевидный, с 44 члениками; 1-й флагелломер в 2,1 раза длиннее своей ширины, самые широкие членики почти квадратные, длина предвершинного членика жгутика равна 0,67 от его ширины. 6-15-е членики жгутика желтоватого цвета. Мандибулы посередине красные. Голова, мезосома и брюшко полностью чёрные. Тазики и вертлуги чёрные; ноги в остальном красные; задняя голень на вершине чёрная; задние лапки чёрные. Крылья слегка желтовато-коричневые; птеростигма каштаново-красная. Предположительно, как и близкие виды паразитоиды, которые развиваются в гусеницах бабочек. Этот новый вид похож на Ichneumon melanosomus, но отличается полностью чёрным брюшком, более тонким задним бедром с разбросанными вентральными точками и измененной формой мандибул.
Вид был впервые описан в 2021 году немецким энтомологом Маттиасом Риделем (Германия) по материалам из Таджикистана. Название дано в честь энтомолога J. Oehlke (Linz), коллектора типовой серии.